# Pakau
Pakau, rod papratnjača iz porodice Thelypteridaceae, dio reda osladolike. Jedina vrsta je P. pennigera iz Australije (jugoistočni Queensland, južna Victoria, Tasmanija); Novi Zeland (Sjeverni otok, Južni otok, Three Kings ); Chatham
Rod je opisan 2021, revizojom porodice Thelypteridaceae.

## Sinonimi
- Aspidium cunninghamii Kunze
- Aspidium novae-zeelandiae Ettingsh.
- Aspidium pennigerum (G.Forst.) Sw.
- Cyclosorus pennigerus (G.Forst.) Ching
- Cyclosorus pennigerus var. hamiltonii (Colenso) Crookes in Dobbie
- Dryopteris pennigera (G.Forst.) C.Chr.
- Dryopteris pennigera var. hamiltonii (Colenso) Cheeseman
- Goniopteris forsteri T.Moore
- Goniopteris pennigera (G.Forst.) J.Sm.
- Lastrea pennigera (G.Forst.) C.Presl
- Nephrodium pennigerum (G.Forst.) C.Presl
- Phegopteris cunninghamii (Kunze) Mett.
- Phegopteris pennigera (G.Forst.) Alderw.
- Pneumatopteris pennigera (G.Forst.) Holttum
- Polypodium pennigerum G.Forst.
- Polypodium pennigerum var. giganteum Colenso
- Polypodium pennigerum var. hamiltonii Colenso
- Polypodium subsimilis Colenso
- Polystichum pennigerum (G.Forst.) Gaudich.
- Thelypteris pennigera (G.Forst.) Allan